# Cortese
Cortese je jedna od sporednijih talijanskih sorti, kojoj se mora kontrolirati urod kako bi se dobilo kvalitetno vino.
Okusom podsjeća na limun, orahe i pokošenu travu.

## Vanjske poveznice
- Mali podrum  Arhivirana inačica izvorne stranice od 28. rujna 2007. (Wayback Machine) - Cortese; hrvatska vina i proizvođači